# Chibula
Chibula è una circoscrizione rurale (rural ward) della Tanzania situata nel distretto di Ruangwa, regione di Lindi. Conta una popolazione di 2 937 abitanti (censimento 2012).